# Truth Hurts
Pour les articles homonymes, voir The Truth Hurts.
Truth Hurts, Shari Watson de son vrai nom, est une chanteuse de RnB et du soul américaine née le 10 octobre 1971 à Saint-Louis (Missouri, États-Unis).

## Biographie
En 1999, elle participe à un casting auprès du producteur Dr Dre pour intégrer le groupe Hands-on. Mais Dr Dre décide de la prendre en artiste solo. Elle participe aux albums de D12, Busta Rhymes, Eve ainsi qu'au "Up In Smoke Tour" de l'été 2000 où elle fera l'introduction de "Let Me Ride". 
En 2002, sort l'album Truthfully Speaking avec la participation du vétéran Rakim sur le tube Addictive. Mais à cause d'une affaire de plagiat sur ce morceau, Dr Dre décide de rompre sa collaboration avec Truth Hurts ainsi qu'avec DJ Quik qui en était le producteur. Dr Dre, du fait qu'il était le producteur exécutif de l'album, dut payer 2 millions de dollars à l'auteur original "Bappi Lahiri" et à la chanteuse indienne Lata Mangeshkar, dont le standard Kaliyon Ka Chaman avait été repris en quasi-intégralité.
En 2004, elle signe sur le label de Raphael Saadiq, Pookie Entertainment et sort l'album Ready Now qui ne rencontre pas le succès de l'album précédent.
En janvier 2013 elle participe à la sortie du featuring "We are the champions" avec le musicien franco-camerounais Manu Dibango, l'artiste camerounaise Lady Ponce, l'attaquant de l'équipe française de football  Djibril Cissé, et la musicienne Shanyz.

## Discographie

### Albums
- 2002 : Truthfully Speaking
- 2004 : Ready Now